# Mouche des fruits du Pacifique
Bactrocera xanthodes
Espèce
Répartition géographique
La Mouche des fruits du Pacifique (Bactrocera xanthodes) est une espèce de mouches de la famille des téphritidés des régions tropicales d'Océanie.

## Nom vernaculaire
L'espèce a aussi pour nom vernaculaire Pacific fruit fly en anglais.

## Description
L'adulte est un individu mince, translucide, de couleur brun-orangé.

## Répartition et habitat
La mouche des fruits du Pacifique se rencontre aux Fidji, aux Tonga, aux Samoa américaines, à Niué, à Wallis-et-Futuna, aux îles Cook (depuis le début des années 1970) et en Polynésie française (uniquement à Raivavae depuis avril 1998, Rurutu depuis mai 2000 et Rimatara depuis juin 2000). Elle était présente depuis 1992 à Nauru et y fut éradiquée début 2000 grâce à un programme combinant destruction des mâles et piégeage par appât protéiné (méthyle eugénol).
L'espèce est absente des zones forestières et affectionne les milieux urbains et suburbains où les arbres fruitiers sont abondants.

## Biologie
Les adultes se nourrissent des plantes hôtes, s'y accouplent et les femelles pondent leurs œufs sous leur peau. La larve effectue son développement dans le fruit en décomposition et en sort pour effectuer sa pupaison au sol.

## Comportement
L'espèce s'attaque à au moins 24 espèces de plantes hôtes comestibles (dont le fruit de l'arbre à pain, la papaye, la mandarine, la tomate, la mangue, l'avocat, le fruit de la passion, etc) et au moins 10 sauvages dans 30 genres et 22 familles.
Les adultes sont attirés par le méthyle eugénol.

## Impact économique
La mouche des fruits du Pacifique infeste 62 % des fruits mûrs d'arbre à pain aux Samoa américaines.

## Études
Des études de résistance à la chaleur ont été menées aux Fidji, aux Tonga et aux îles Cook.

## Méthodes d'éradication
Le ramassage des fruits mûrs et tombés à terre, leur emballement, la limitation de leur transport sont les moyens de prévention les plus efficaces. Il est aussi possible de prélever des fruits et de les mettre en quarantaine soit pour vérifier l'absence ou la présence de l'espèce sur un territoire, soit pour évaluer le degré d'invasion.
Le piégeage permet de capturer les adultes : un mélange de méthyle eugénol et d'insecticide est installé dans des pièges qui sont alors placés dans les arbres fruitiers près des habitations. Ceux-ci permettent de limiter la population d'adultes et la surveillance de l'invasion de nouvelles zones. Ils sont renouvelés tous les trois mois.
Des campagnes d'éradication ont eu lieu en Polynésie française en décembre 1998, mai 2000 et juin 2002 via les méthodes de destruction des mâles et de piégeage protéiné ce qui a permis de faire pratiquement disparaître l'espèce sur les territoires contaminés.

## Systématique
Le nom valide complet (avec auteur) de ce taxon est Bactrocera xanthodes (Broun, 1904).
Bactrocera xanthodes a pour synonymes :
- Dacus xanthodes Broun, 1905
- Tephrites xanthodes Broun, 1904
- Tephrites xanthodes Broun, 1905